# Mount Brocklehurst
Mount Brocklehurst ist ein 1310 m hoher und kuppelförmiger Berg im ostantarktischen Viktorialand. In den Prince Albert Mountains ragt ernördlich des Mawson-Gletschers und rund 10 km westlich des Mount Murray auf. 
Teilnehmer der Nimrod-Expedition (1907–1909) unter der Leitung des britischen Polarforschers Ernest Shackleton entdeckten ihn. Benannt ist er nach Philip Brocklehurst, einem Teilnehmer dieser Expedition.